# Мисюкевич, Марина Даниловна
Мисюкевич Марина Даниловна (5 июня 1932 года — 28 сентября 2010 года) — звеньевая колхоза «Украина» Рокитновского района Ровенской области Украинской ССР, Герой Социалистического Труда (1971).

## Биография
Марина Даниловна Мисюкевич родилась 5 июня 1932 года на хуторе у села Глинное Берёзовской волости Столинского повета Полесского воеводства Польской Республики (ныне в составе села Глинное Рокитновского района Ровненской области Украины).
В октябре 1948 года в Блажове был организован колхоз имени С. А. Ковпака, в котором были созданы специализированные льноводческие звенья. Весной 1958 года одно из таких звеньев, возглавила М. Д. Мисюкевич.
По итогам семилетки (1959—1966) за успехи, достигнутые в увеличении производства и заготовок льна, льноводка Мисюкевич была награждена орденом «Знак Почёта».
В период восьмой пятилетки (1966—1970) звено М. Д. Мисюкевич собирало по 9 — 11 центнеров льноволокна с гектара.
Указом Президиума Верховного Совета СССР от 8 апреля 1971 года за выдающиеся успехи, достигнутые в развитии сельскохозяйственного производства и выполнении пятилетнего плана продажи государству продуктов земледелия и животноводства, Мисюкевич Марине Даниловне присвоено звание Героя Социалистического Труда с вручением ордена Ленина и золотой медали «Серп и Молот».
Проживала в селе Блажово Рокитновского района Ровненской области. Умерла 28 сентября 2010 года.

## Награды
- Звание Герой Социалистического Труда (8 апреля 1971);
- Медаль «Серп и Молот» (8 апреля 1971) — № 15695);
- Орден Ленина (8 апреля 1971) — № 407659);
- Орден Октябрьской Революции (8 декабря 1973)
- Орден «Знак Почёта» (30.04.1966)
- медали.